# Drosophila vireni
Drosophila vireni är en tvåvinge som beskrevs av 2002 av Gerhard Bächli, Carlos R. Vilela och Elisabeth Haring. Arten som endast är känd från norra Finland placeras i släktet Drosophila och familjen daggflugor. Dess typlokal är Oulanka, där den samlades in i början av 1980-talet och den beskrivs som en mörkt gråbrun fluga. Dess vetenskapliga namn hyllar den finska fyrfaldig olympiska guldmedaljören, sprintern Lasse Viren. Dess närmast släkting är Drosophila subarctica.